# Stanislav Tymofeïenko
Stanislav Tymofeïenko (en ukrainien : Станіслав Тимофеєнко), né le 3 juin 1989, à Dniepropetrovsk, en RSS d'Ukraine, est un joueur ukrainien de basket-ball. Il évolue au poste d'arrière.